# County Line
County Line è un comune degli Stati Uniti d'America situato nelle contee di Blount, Jefferson dello Stato dell'Alabama.